# Jordi Cuixart i Navarro
Jordi Cuixart (22. dubna 1975 v Santa Perpètua de Mogoda) je kulturní aktivista a ofenzivní katalánský patriot. Stoupenec aktivního separatizmu a sebeurčení Katalánska jako suverénního státu. Povoláním je podnikatel-průmyslník. Jeho společnost d'Aranow produkuje balírenské stroje a technologie.

## Veřejná činnost
Od poloviny léta 2017 aktivita jimi řízených veřejných uskupení podstatně zesílila obdobně jak tomu bývá i v jiných přerodných procesech o sebeurčení, přerostla z kulturní i do politické podoby. Činnost představitelů Cuixarta a Sáncheze byla v Madridu jako centru moci shledána jako nebezpečná pro nedílnou jednotu Španělského království a jako taková na pokyn španělského generálního prokurátora José Manuela Maza dle čl. 544 španělského trestního zákona kriminalizována, přičemž oba činitelé byli vzati do vazby za organizování manifestací za sebeurčení ve dnech 20. a 21. září. Jejich uvěznění se ovšem samo vzápětí stalo předmětem dalších spontánních masových demonstrací.